# Mario Frías Infante
Mario Frías Infante (La Paz, Bolivia, 10 de enero de 1934) es un lingüista, periodista y traductor boliviano, responsable de varias traducciones al castellano de obras clásicas de la antigua Grecia y Roma. 
Mario Frías es licenciado en humanidades y literatura clásica por la Universidad Nacional de Córdoba, Córdoba, Argentina, y obtuvo el posgrado en lingüística española por la Asociación de Lingüística y Filología de América Latina en México. Es miembro de la Academia Boliviana de la Lengua y de la Sociedad Boliviana de Estudios Clásicos. Ha traducido del griego al español la Odisea, la Ilíada de Homero, la Apología de Sócrates, el Critón, el Ion o de la poesía de Platón, Edipo rey y Antígona de Sófocles, del latín al español ha traducido De senectute y De amicitia de Cicerón y la Epistula ad Pisones de Horacio.
Además de traductor, Mario Frías se destacó como periodista, siendo director y fundador de los periódicos bolivianos Última Hora, La Razón, La Prensa y Presencia. Igualmente, dictó clases de lingüística, latín y griego clásico en la Universidad Mayor de San Andrés y en la Universidad Católica San Pablo. Son de su autoría los siguientes textos escolares: La gramática estructura, Carpeta ortográfica y Lengua y literatura, iniciación literaria.

## Distinciones
Frías ha sido distinguido con el Premio a la Cultura por la Academia de Ciencias de la Lengua y la Academia de la Historia de Bolivia, el Premio al Mérito Cultural otorgado por el banco BISA y la Orden Civil de Isabel la Católica otorgada por la Embajada de España en Bolivia.